# Kindertotenlieder
Kindertotenlieder (Canciones a la muerte de los niños) es un ciclo de canciones, de unos veinte minutos de duración, para voz y orquesta de Gustav Mahler. Las canciones toman su letra de poemas de Friedrich Rückert.

## Planteamiento del ciclo
Los Kindertotenlieder originales eran un ciclo de 425 poemas escritos por Rückert en 1833–1834 en un arranque de pesar después de que dos de sus hijos fallecieran en un intervalo de dieciséis días.
Mahler seleccionó cinco de los poemas de Rückert para convertirlos en lieder, que compuso entre 1901 y 1904:
1. Nun will die Sonn' so hell aufgeh'n,...( Ahora el sol saldrá radiante.)
2. Nun seh' ich wohl, warum so dunkle Flammen..(Ahora entiendo por qué tan oscuras llamas)
3. Wenn dein Mütterlein.. (Cuando tu Madre..)
4. Oft denk' ich, sie sind nur ausgegangen... (A menudo pienso que sólo han salido)
5. In diesem Wetter! (¡Con este tiempo!)

Las canciones fueron escritas en el idioma mahleriano posromántico, el ánimo y sentimiento que expresan se adecuan al título y al texto. La canción final termina en re mayor y en un estado de ánimo de trascendencia.
La recepción del carácter sombrío del ciclo se ha visto incrementada por el hecho de que cuatro años después de escribirlo Mahler perdió a su hija María, de cuatro años, por la escarlatina. Escribió a Guido Adler: «Me coloqué en la situación de haber perdido un hijo. Cuando realmente perdí a mi hija, no podría haber escrito estas canciones nunca más».

## Instrumentación y ejecución

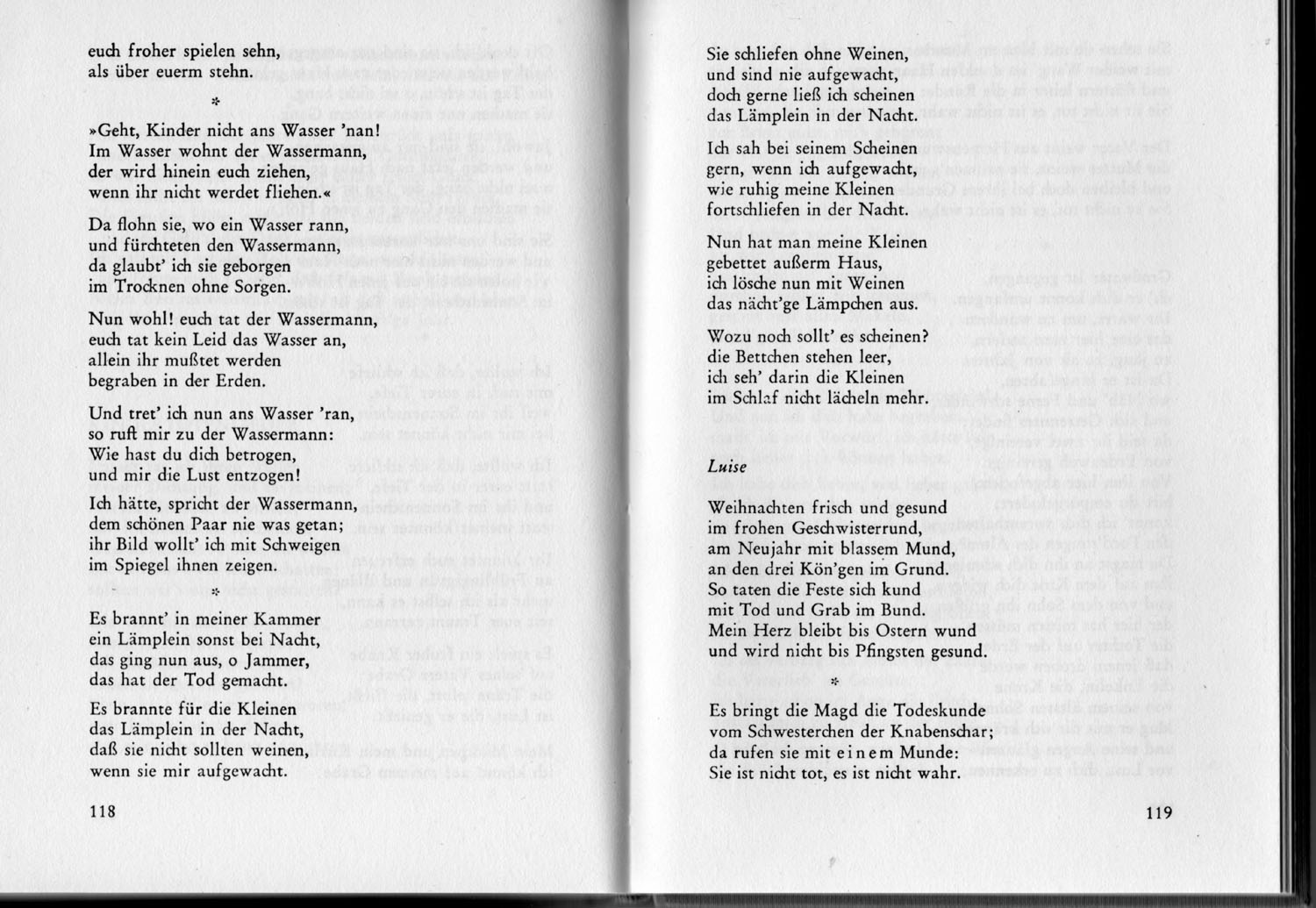
Páginas del libro original de Rückert

La obra está orquestada para un solista vocal (las notas caen confortablemente en el registro de un barítono o una mezzo-soprano) y una orquesta consistente en piccolo, 2 flautas, 2 oboes, corno inglés, 2 clarinetes, clarinete bajo, 2 fagots, contrafagot, 4 trompas, arpa, glockenspiel, timbales, y la usual sección de cuerdas formada por violines primeros y segundos, violas, cellos y contrabajos.
El compositor escribió acerca de la ejecución de la obra, «estas cinco canciones están pensadas como una unidad inseparable, y la ejecución no debe interferir con su continuidad».
Las Kindertotenlieder fueron estrenadas en Viena el 29 de enero de 1905. Friedrich Weidemann fue el solista y Mahler mismo fue el director.
Algunas versiones famosas se deben a las voces de Kathleen Ferrier, Dietrich Fischer-Dieskau, Maureen Forrester, Hermann Prey, Christa Ludwig y Thomas Hampson.

## Letra
| "Nun will die Sonn' so hell aufgeh'n" (Re menor) Nun will die Sonn' so hell aufgeh'n als sei kein Unglück die Nacht gescheh'n. Das Unglück geschah nur mir allein. Die Sonne, sie scheinet allgemein. Du mußt nicht die Nacht in dir verschränken mußt sie ins ew'ge Licht versenken. Ein Lämplein verlosch in meinem Zelt, Heil sei dem Freudenlicht der Welt. "Nun seh' ich wohl, warum so dunkle Flammen" (Do menor) Nun seh' ich wohl, warum so dunkle Flammen ihr sprühtet mir in manchem Augenblicke. O Augen, gleichsam, um in einem Blicke zu drängen eure ganze Macht zusammen. Doch ahnt' ich nicht, weil Nebel mich umschwammen, gewoben vom verblendenden Geschicke, daß sich der Strahl bereits zur Heimkehr schicke, dorthin, von wannen alle Strahlen stammen. Ihr wolltet mir mit eurem Leuchten sagen: Wir möchten nah dir immer bleiben gerne! Doch ist uns das vom Schicksal abgeschlagen. Sieh' recht uns an, denn bald sind wir dir ferne! Was dir noch Augen sind in diesen Tagen: In künft'gen Nächten sind es dir nur Sterne. "Wenn dein Mütterlein" (Do menor) Wenn dein Mütterlein tritt zur Tür herein, und den Kopf ich drehe, ihr entgegen sehe, fällt auf ihr Gesicht erst der Blick mir nicht, sondern auf die Stelle, näher nach der Schwelle, dort, wo würde dein lieb Gesichtchen sein. Wenn du freudenhelle trätest mit herein, wie sonst, mein Töchterlein. Wenn dein Mütterlein tritt zur Tür herein, mit der Kerze Schimmer, ist es mir, als immer kämst du mit herein, huschtest hinterdrein, als wie sonst ins Zimmer! O du, des Vaters Zelle, ach, zu schnell erlosch'ner Freudenschein! "Oft denk' ich, sie sind nur ausgegangen" (Mi bemol mayor) Oft denk' ich, sie sind nur ausgegangen, bald werden sie wieder nach Hause gelangen. Der Tag ist schön, o sei nicht bang, sie machen nur einen weiten Gang. Ja wohl, sie sind nur ausgegangen, und werden jetzt nach Hause gelangen. O, sei nicht bang, der Tag ist schön, sie machen einen Gang zu jenen Höh'n. Sie sind uns nur voraus gegangen, und werden nicht wieder nach Hause verlangen. Wir holen sie ein auf jenen Höh'n im Sonnenschein, der Tag ist schön, auf jenen Höh'n "In diesem Wetter" (Re menor–Re mayor) In diesem Wetter, in diesem Braus, nie hätt' ich gesendet die Kinder hinaus; man hat sie getragen hinaus, ich durfte nichts dazu sagen! In diesem Wetter, in diesem Saus, nie hätt' ich gelassen die Kinder hinaus; ich fürchtete sie erkranken, das sind nun eitle Gedanken. In diesem Wetter, in diesem Graus, Nie hätt' ich gelassen die Kinder hinaus; ich sorgte, sie stürben morgen, das ist nun nicht zu besorgen. In diesem Wetter, in diesem Graus! Nie hätt' ich gesendet die Kinder hinaus! Man hat sie hinaus getragen, ich durfte nichts dazu sagen! In diesem Wetter, in diesem Saus, in diesem Braus, sie ruh'n als wie in der Mutter Haus, von keinem Sturm erschrecket, von Gottes Hand bedecket. | "Ahora el sol saldrá radiante" Ahora el sol saldrá radiante Como si la noche no ocultara desgracia. La desgracia solo me ha tocado a mí, mientras el sol brilla para todos. No dejes que la noche te consuma, húndela en la luz eterna. Se ha extinguido una llama en mi mundo. Bendita sea la luz que da alegría al mundo. "Ahora entiendo por qué tan oscuras llamas" Ahora entiendo por qué tan oscuras llamas saltaban hacia mí en tu mirar. ¡Ay, ojos! Era como si guardaras toda tu energía en esa mirada. No pude conocer —porque la niebla me rodeaba, tejida por el destino ilusivo— que tu luz ya volvía a casa allá donde toda luz emana. Querías decirme con tu brillo ¡nos gustaría quedarnos contigo! Ahora nos lo niega el Destino ¡Míranos, pronto estaremos lejos! Lo que para ti eran sólo ojos estas noches serán tus estrellas. "Cuando tu madre" Cuando tu madre entra por la puerta y me doy la vuelta para verla, no es su rostro lo primero que veo, sino aquel lugar junto al umbral, ahí, donde hallaría tu dulce carita ahí, donde entrarías con tanta alegría como solías, hija mía. Cuando tu madre entra por la puerta con el brillo de una vela, siento como si tú también vinieras corriendo detrás de ella, como hacías siempre, en casa. Ay, tú, pedazo de mi alma, ¡ay, qué pronto apagas la luz de la alegría! "A menudo pienso que sólo han salido" A menudo pienso que sólo han salido, que pronto volverán a casa. Hace un buen día, ¡No te preocupes! Sólo han ido a dar un largo paseo. Sí: ¡sólo han salido un instante y pronto volverán a casa! Oh, ¡no temas!, ¡hace un buen día! Sólo dan un largo paseo por esas colinas. Sólo nos han dejado atrás será que no quieren regresar. ¡Vamos a hallarnos en las colinas, bajo el sol, hace un buen día en aquellas colinas. "Con este tiempo" Con este tiempo, en esta tormenta, jamás los hubiera dejado salir. Se los han llevado No pude decir nada Con este tiempo, en esta tempestad, jamás los hubiera dejado salir. Temía que se enfermaran, ahora el temor es en vano. Con este tiempo, en este horror, jamás los hubiera dejado salir. Temía que no vieran otra mañana, ahora el temor no vale nada. Con este tiempo, en este horror, jamás los hubiera dejado salir. Se los han llevado, No pude decir nada Con este tiempo, en esta tormenta, en esta tempestad descansan como en casa, junto a su madre esta tormenta, no la temen la mano de Dios los protege. |

## Discografía seleccionada
- Kirsten Flagstad, Vienna Philharmonic, Adrian Boult (Decca 414624, = London LP OS 25039/LXT 5395)
- Kathleen Ferrier, Concertgebouw Orchestra of Amsterdam, Otto Klemperer (Decca CD 028942599529)
- Kathleen Ferrier, Vienna Philharmonic, Bruno Walter (Orig. Columbia 78 rpm LX 8939–8941: Col. 33c 1009: HMV/Angel LP & CD)
- Věra Soukupová, Czech Philharmonic Orchestra, Václav Neumann (Supraphon LP SUA 10498)
- Norman Foster, Bamberg Symphony Orchestra, Jascha Horenstein (1955) (VOXBOX CDX2 5509)
- Anne Sofie von Otter, Vienna Philharmonic, Pierre Boulez (DGG CD)
- Christa Ludwig, Berlin Philharmonic, Herbert von Karajan (DGG CD)
- Christa Ludwig, Philharmonia Orchestra, André Vandernoot (Col. CX 1671/Angel LP 35776)
- Dietrich Fischer-Dieskau, Berlin Philharmonic, Rudolf Kempe (Electrola E 70004 (WBLP 511)/HMV BLP 1081)
- Jessye Norman, Boston Symphony Orchestra, Seiji Ozawa (Philips 426–251–2)
- Dietrich Fischer-Dieskau, Berlin Philharmonic, Karl Böhm (DGG LP 138 879)
- Dietrich Fischer-Dieskau, Daniel Barenboim (piano) (EMI CDC7676572)
- Hermann Prey, Concertgebouw Orchestra of Amsterdam, Bernard Haitink (Philips LP)
- Janet Baker, Israel Philharmonic Orchestra, cond. Leonard Bernstein (Columbia MQ 33532)
- Janet Baker, Hallé Orchestra, John Barbirolli (EMI/HMV LP ASD 4409: EMI GROC CD 24356 69962)
- Maureen Forrester, Boston Symphony Orchestra, Charles Münch (RCA Victor LP)
- Brigitte Fassbaender, Deutsches Symphonie-Orchester Berlin, Riccardo Chailly (Decca CD 425 790–2)
- Thomas Hampson, Vienna Philharmonic, Leonard Bernstein (DGG CD 28943 16822)
- Thomas Hampson, Wolfram Rieger (piano) (EMI Classics 24355 64432)
- Bryn Terfel, Philharmonia Orchestra of London, Giuseppe Sinopoli (DGG CD)
- Jennie Tourel, New York Philharmonic, Leonard Bernstein (Sony Classical SM2K 61831)